# Župnija Velesovo
Župnija Velesovo je rimskokatoliška teritorialna župnija Dekanije Šenčur Nadškofije Ljubljana. Župnijska cerkev v Velesovem je posvečena oznanjenju Devici Mariji.

### Farne spominske plošče
V župniji so postavljene Farne spominske plošče, na katerih so imena vaščanov iz okoliških vasi, ki so padli nasilne smrti na protikomunistični strani v letih 1942-1945. Skupno je na ploščah 17 imen.